# Train To Zion Dub
Train To Zion Dub est un album reggae de Linval Thompson enregistré chez Channel One. La partie dub étant organisée par le Prince Jammy au King Tubby's Studio.

## Liste des musiciens
- Ingénieur du son : Barnabas, Ernest Hoo Kim
- Voix : Linval Thompson, Wayne Jarrett et Ranking Trevor
- Batteries: Sly Dunbar et Leroy Horsemouth
- Basse : Aston Barrett[2] et Robbie Shakespeare
- Guitare : Earl Chinna
- Clavier : Ansel Collins
- Percussions : Sky Juice et Scully Simms

## Liste des titres
- Face A:

1. Trip To Holy Mount Zion
2. Never Had A Problem
3. Have A Dread Lock Woman
4. Love You Black Lady
5. Dead On The Go

- Face B:

1. Train To Zion
2. Savalamar Rock (avec Ranking Trevor)
3. Money Problem (avec Wayne Jarrett)
4. Only Jah Can Solve It (avec Ranking Trevor)
5. No Confusion